# テリー・グールド
テリー・グールド (Terry Gould) は、カナダのノンフィクション作家、調査報道ジャーナリスト。

## 生い立ち
グールドは、アメリカ合衆国のニューヨーク市ブルックリン区に生まれた。祖父は、ニューヨークのユダヤ人ギャングの一員だったという。

## 経歴
グールドは、組織犯罪や社会問題について数冊の本やいくつもの記事を書いている。また、様々な団体から受け取った賞や栄誉は48件にものぼり、その中にはカナダ記者協会、表現の自由を求めるカナダ記者団、カナダ・ナショナル雑誌賞などが含まれている。2015年4月には、著書『Worth Dying For』に、カナダないしカナダ人について、あるいは、世界におけるカナダの地位について著された最も優れたノンフィクションの書籍に与えられるJ・W・ダフォー書籍賞 (J. W. Dafoe Book Prize) が与えられることが発表された。

## おもな著書
- The Lifestyle: A Look at the Erotic Rites of Swingers (1999): 
  - スワッピング実践の実態について
- Paper Fan: The Hunt for Triad Gangster Steven Wong (2004) :
  - アジア系マフィアの大物スティーヴン・ウォング (Steven Wong) の世界に光を当てたもの,
- Murder Without Borders: Dying for the Story in the World's Dangerous Places (2009) (called "Marked for Death" in the USA): 
  - 命がけで取材し、結局命を落としたジャーナリストたちの動機を描いた評伝集
- Worth Dying For: Canada's Mission to Train Police in the World's Failing States (2014)